# Ácido lactobacílico
El ácido lactobacílico (en inglés: lactobacillic acid), ácido fitomónico o ácido 10-(2-hexilciclopropil) decanoico, es un compuesto químico natural del grupo de los ácidos grasos. Otros sinónimos son ácido lactobacilo y ácido fitomónico. Las sales se llaman lactobacilatos. Una característica especial es el anillo de ciclopropano en la cadena de carbono. Además, el ácido lactobacílico con 19 átomos de carbono pertenece a los ácidos grasos con un número impar de átomos de carbono.
Este ácido graso se detectó en la década de 1950 en bacterias del género Lactobacillus, pero también se encuentra en otras numerosas especies bacterianas. La biosíntesis bacteriana del ácido lactobacilo se produce a partir del ácido cis-vaccénico (ácido cis-11-octadecenoico), un ácido graso insaturado que tiene un átomo de carbono menos. Las bacterias en un cultivo por lotes forman el ácido graso al final de la fase exponencial de crecimiento o al principio de la fase estacionaria de crecimiento. Estudios previos muestran que la biosíntesis y el almacenamiento del ácido lactobacílico en la membrana celular están asociados a un efecto protector de las células bacterianas, sin que se haya aclarado de forma concluyente el mecanismo exacto. En bacteriología, el ácido graso sirve principalmente para fines analíticos, por ejemplo en la identificación de bacterias.

## Historia

### Descubrimiento
En la década de 1950, un grupo de trabajo de la Universidad de Pittsburgh llevó a cabo una investigación sobre las bacterias del género Lactobacillus, que requieren biotina como factor de crecimiento. Ya se había demostrado anteriormente que ésta no es necesaria para el crecimiento de las bacterias si, en su lugar, hay ciertos ácidos grasos en el medio nutritivo. En el estudio de la influencia de la biotina en el metabolismo de los ácidos grasos, los investigadores se concentraron primero en la especie Lactobacillus arabinosus, que está catalogada como Lactobacillus plantarum según la sistemática actual. Cultivaron las bacterias en un medio nutritivo semisintético, cosecharon las células y extrajeron los lípidos "libres" con acetona y éter dietílico. Esta fracción constituye aproximadamente el 20 % de los lípidos totales. Para obtener los lípidos "ligados", se llevó a cabo una hidrólisis ácida, en la que se liberaron los ácidos grasos ligados en forma de ésteres y se extrajeron también con éter dietílico.
Los ácidos grasos fueron metilados con diazometano hasta obtener los ésteres metílicos y separados según sus puntos de ebullición mediante destilación fraccionada. Basándose en la curva de destilación, se esperaba la presencia de ésteres de los ácidos grasos C16, C18 y C19. El ácido graso obtenido de la fracción C19 tenía un punto de fusión de 28-29 °C tras la purificación por recristalización. El compuesto se investigó mediante numerosos métodos físicos y químicos y su fórmula molecular se determinó como C19H36O2. En 1950, este fue el segundo ácido graso con 19 átomos de carbono que se aisló de microorganismos. Ya en 1929 se descubrió el ácido tuberculoesteárico (fórmula molecular C19H38O2), aislado del patógeno de la tuberculosis Mycobacterium tuberculosis. Por analogía con su nombre, los bioquímicos sugirieron el nombre inglés lactobacillic acid, ya que el ácido graso procedía de una especie de Lactobacillus. El ácido lactobacilo también puede aislarse de Lactobacillus casei. En la publicación, los científicos destacaron el impacto de su descubrimiento, que contradecía la opinión de entonces de que en la naturaleza sólo se encontraban ácidos grasos con un número par de átomos de carbono.

El descubrimiento en dos lactobacilos de un ácido graso que contiene 19 átomos de carbono plantea algunas cuestiones fundamentales y contrasta notablemente con el concepto aceptado de que los ácidos grasos de los tejidos animales y vegetales son principalmente de la variedad de cadena de carbono par.
K. Hofmann, R. A. Lucas, S. M. Sax

### Estructura

Esquema de reacción para la hidrogenación del ácido lactobacílico: La hidrogenación del ácido lactobacílico (1) con hidrógeno (H_{2}) da varios productos de hidrogenación: la ruptura del enlace 1 (rojo) conduce al ácido nonadecanoico (2), la ruptura del enlace 2 (azul) o 3 (verde) conduce a una mezcla de ácidos metiloctadecanoicos (3), (4).

Los lípidos "libres" y "ligados" no difieren significativamente en su composición de ácidos grasos. Además del ácido lactobacilo, con una cuota del 31 %, también están presentes el ácido palmítico (C16:0), el ácido esteárico (C18:0) y el ácido cis-vaccénico (C18:1 cis-11), con una cuota del 37 y 2 y 20 %, respectivamente. Los resultados de las pruebas del ácido graso recién descubierto mostraron que se trata de un ácido graso saturado. Es estable a los agentes oxidantes que reaccionarían con un doble enlace en la cadena de carbono. Sin embargo, al reaccionar con bromuro de hidrógeno (HBr), se produce una adición de HBr en la molécula. La hidrogenación también es posible, produciendo varios ácidos grasos isoméricos con la fórmula molecular C19H38O2, uno de los cuales podría identificarse como ácido nonadecanoico.El otro compuesto es un ácido graso de cadena ramificada con un grupo metilo como rama (ácido metiloctadecanoico), aunque en ese momento los científicos no pudieron distinguir si había uno o más isómeros del mismo. A partir de los resultados de los métodos químicos y físicos (espectroscopía infrarroja y difracción de rayos X) para la elucidación de la estructura, se propuso como estructura un ácido graso saturado con un anillo de ciclopropano en la cadena de carbono. El anillo de ciclopropano reacciona con el bromuro de hidrógeno en la apertura del anillo y también con el hidrógeno durante la hidrogenación (comparar la figura del esquema de reacción), sin que exista un doble enlace.

Fórmula estructural propuesta para el ácido lactobacílico (1953)

Tras el descubrimiento del ácido lactobacílico en los lípidos de Lactobacillus arabinosus, el grupo de investigación de Klaus Hofmann continuó sus investigaciones sobre Lactobacillus casei y también pudo aislar el ácido graso de sus lípidos. Por comparación con los ácidos grasos producidos sintéticamente, pudieron determinar la posición del anillo de ciclopropano y propusieron el nombre de ácido 11,12-metilenoctadecanoico (en inglés: 11,12-methyleneoctadecanoic acid), sin comprometerse con el estereoisomerismo de la estructura. La designación metileno se refiere al grupo metileno y también puede utilizarse para los miembros del anillo en los cicloalcanos. Los números sirven como localizadores y describen dónde se encuentra el anillo de ciclopropano. Visto desde el grupo carboxílico, los átomos de carbono en las posiciones 11 y 12 forman parte del anillo de ciclopropano, cuyo tercer átomo de carbono, junto con los átomos de hidrógeno unidos a él, se incluye en el nombre como metileno.

Isomería cis-trans del ácido lactobacílico; arriba el isómero cis, debajo el isómero trans

Visto desde el anillo de ciclopropano, hay diferentes sustituyentes en cada uno de los dos átomos de carbono, lo que da lugar a un isomerismo cis-trans (comparar la figura). Los sustituyentes pueden estar en el mismo lado (cis) o en lados diferentes (trans) del enlace del anillo. Al principio, Hofmann y col. no pudieron aclarar qué estructura estaba realmente presente cuando la descubrieron. Sin embargo, en 1954 se planteó la hipótesis de la presencia del isómero cis. Un grupo de investigación canadiense lo confirmó en 2005. Una descripción precisa de la disposición espacial de los sustituyentes es posible con la ayuda de las reglas de Cahn-Ingold-Prelog, según la cual la configuración absoluta de la molécula se da como 11R,12S. El nombre (11R,12S)-ácido metilenoctadecanoico derivado de éste se utiliza comúnmente, aunque no corresponde a las recomendaciones de la nomenclatura de la IUPAC. Para la denominación sistemática del ácido lactobacílico, la configuración absoluta se da a partir del anillo de ciclopropano, con un sustituyente C6 (grupo hexilo) y un sustituyente C10 que contiene el grupo carboxi (ácido decanoico), dando lugar al ácido 10-[(1R,2S)-2-hexilciclopropil]decanoico.
El nombre derivado (11 R ,12 S)-ácido metilenoctadecanoico es común,  incluso si no corresponde a las recomendaciones de la nomenclatura IUPAC . Para la denominación sistemática del ácido lactobacílico, la configuración absoluta se da a partir del anillo de ciclopropano, con un sustituyente C 6 (grupo hexilo) y un sustituyente C 10 que contiene el grupo carboxi (ácido decanoico), de modo que se tiene ácido 10-[(1R, 2S)-2-hexilo  ciclopropilo]  decanoico  .

### Etimología
Ácido lactobacilico es una traducción del término inglés lactobacillic acid, que los científicos propusieron cuando se descubrió este ácido graso (1950) en una especie de Lactobacillus. Ya en 1938, otro grupo de investigadores aisló un ácido graso inusual de la bacteria Agrobacterium tumefaciens (entonces llamada Bacterium tumefaciens o Phytomonas tumefaciens) y lo llamó ácido fitomónico (en inglés: phytomonic acid) por su nombre genérico. Según los conocimientos de los científicos de la época, este ácido graso saturado tenía la fórmula molecular C20H40O2. La estructura propuesta era un ácido graso de cadena ramificada con un grupo metilo como rama, el ácido metilnonadecanoico. Sin embargo, K. Hofmann y col. pudieron demostrar en 1955 que este compuesto aislado de Phytomonas tumefaciens era efectivamente ácido lactobacílico. Según ellos, la sustancia examinada originalmente estaba contaminada. Las denominaciones ácido lactobacílico y ácido fitomónico se utilizan tanto para el compuesto con y sin especificar la configuración absoluta.

## Presencia

### Presencia de ácido lactobacílico
Tras el descubrimiento del ácido lactobacílico en los lípidos de Lactobacillus arabinosus, el grupo de trabajo de Klaus Hofmann también pudo determinar este ácido graso en los lípidos del Lactobacillus casei con un contenido del 16 %. Además, se ha detectado en L. acidophilus, L. buchneri, L. delbrueckii subsp. bulgaricus, L. delbrueckii subsp. lactis, L. fermentum y L. helveticus con un contenido del 10 al 30 %. Sin embargo, el ácido lactobacílico no se limita a los representantes del género Lactobacillus o a las bacterias lácticas en general. El ácido graso también se ha detectado en mayores proporciones (10-20 %) en bacterias gram negativas, como Agrobacterium tumefaciens y Escherichia coli, y en cantidades menores (5-10 %) en Serratia marcescens, Klebsiella aerogenes y Pseudomonas fluorescens. Las especies de Brucella también contienen ácido lactobacílico, así como las especies de Bordetella, pero el contenido aquí es solo 1-2 %
El ácido lactobacílico se encuentra tanto en las bacterias gram positivas como en las gram negativas, y su presencia se extiende a los géneros estrictamente aerobios, microaerófilos, facultativos y estrictamente anaerobios. Aunque el ácido graso está muy extendido en las bacterias, no se encuentra en todos los géneros. Las bacterias que no tienen ácidos grasos insaturados en sus lípidos de membrana tampoco poseen ácido lactobacílico. Esto es especialmente válido para las bacterias termófilas y las arqueas. Por otra parte, este ácido graso se encuentra muy raramente en los organismos eucariotas. Se encuentra, por ejemplo, en el aceite de colza, que contiene poco ácido erúcico (las llamadas variedades LEAR).

### Presencia de otros ácidos grasos de ciclopropano
La biosíntesis y la aparición del ácido lactobacílico están estrechamente relacionadas con el ácido dihidrostercúlico (del ácido estercúlico, aislado de Sterculia foetida), que también es un ácido graso saturado con la fórmula molecular C19H36O2 que contiene un anillo de ciclopropano. En este caso, sin embargo, el anillo se encuentra en las posiciones 9 y 10 de la cadena de carbono, por lo que también se denomina ácido cis-9,10-metilenooctadecanoico. El ácido dihidroestercúlico también se encuentra en los lípidos de muchos géneros bacterianos, pero también se ha encontrado en eucariotas, por ejemplo en protozoos del grupo Trypanosomatida, aquí en los géneros Crithidia, Leishmania, Leptomonas, Herpetomonas y Phytomonas. Según un estudio publicado en 2014, el ácido lactobacílico y el ácido dihidroestercúlico también se encuentran en la leche de vaca en cantidades muy pequeñas (< 0,1 % del total de ácidos grasos), pero no en la leche de cabra u oveja.

## Extracción y presentación

### Extracción
El ácido lactobacílico puede aislarse a partir de los lípidos de la bacteria, tal y como hizo el grupo de trabajo en el descubrimiento. En primer lugar, se lleva a cabo una hidrólisis (saponificación) de los fosfolípidos o triglicéridos, en la que se libera el ácido graso unido en forma de éster. Dado que, además del ácido lactobacílico, también están presentes otros ácidos grasos, la separación se lleva a cabo mediante la cristalización extractiva con urea o la cromatografía en columna. También se puede utilizar el método de cristalización fraccionada. Dado que otros ácidos grasos también están presentes además del ácido lactobacílico, luego se separan mediante cristalización extractiva de urea o cromatografía en columna . También se puede utilizar el método de cristalización fraccionada .

### Síntesis química
La síntesis química es similar a la biosíntesis, partiendo del compuesto insaturado sin anillo de ciclopropano, el ácido vaccénico. En una reacción de síntesis de Simmons-Smith, se añade un carbeno al doble enlace del ácido graso insaturado; para formar el carbeno se utiliza diiodometano y zinc. La reacción de Simmons-Smith es estereoespecífica. Para la preparación del ácido cis-11,12-metilenooctadecanoico (ácido lactobacílico), se utiliza el ácido cis-11-octadecenoico (ácido cis-vaccénico). Puede ser de origen natural o sintetizado a partir del ácido 11-octadecinoico.

### Biosíntesis en bacterias

Biosíntesis del ácido lactobacílico: S-adenosilmetionina SAM (1) proporciona el grupo metileno para el ácido cis - vaccénico (2); el mecanismo de reacción pasa por la formación de un carbocatión (3); A partir de esto se forma ácido lactobacílico (4), mientras que SAM se hidroliza a homocisteína (5) y adenosina (6); la "R" en los ácidos grasos indica que no están presentes libremente, sino que están unidos en fosfolípidos, por ejemplo.

La biosíntesis del ácido lactobacilo ya se dilucidó en 1961. El ácido lactobacilo, así como otros ácidos grasos ciclopropánicos naturales (en inglés: cyclopropane fatty acids, también abreviados como CFA o CPFA), se forman a partir de los correspondientes ácidos grasos insaturados, que tienen un átomo de carbono menos, y tienen una configuración cis en el anillo de ciclopropano. El precursor del ácido lactobacílico (ácido cis-11,12-metilenooctadecanoico) es, pues, el ácido cis-vaccénico (ácido cis-11-octadecinoico). Esto se demostró con precursores marcados con el isótopo de carbono 14C.
Con la ayuda de la enzima ciclopropano ácido graso sintasa (número EC: EC 2.1.1.79), se añade un grupo metileno al doble enlace del ácido cis-vaccénico. El grupo metileno proviene de la S-adenosil metionina. El ácido graso insaturado no está libre, sino que está unido como un éster dentro de los fosfolípidos. El mecanismo de reacción pasa por la formación de un carbocatión. La enzima sólo cataliza la reacción para los ácidos grasos insaturados cuyo doble enlace tiene una configuración cis; los isómeros trans correspondientes no se transforman.
Cuando se cultivan las bacterias en un cultivo por lotes, la formación del CFA se produce de forma repentina y no aumenta su concentración de forma constante. Al mismo tiempo, se observa la disminución de la concentración del ácido graso insaturado (como precursor). La formación del ácido graso ciclopropano se produce al final de la fase exponencial de crecimiento o en la fase estacionaria temprana de crecimiento

## Importancia biológica

### Importancia fisiológica para las bacterias.
Dado que el descubrimiento del ácido lactobacílico se realizó en bacterias que requieren biotina como factor de crecimiento, los estudios se realizaron por primera vez en estas bacterias en la década de 1950. Se comprobó que Lactobacillus plantarum (entonces L. arabinosus), L. casei y L. delbrueckii eran capaces de crecer sin biotina si el ácido lactobacílico estaba presente en el medio nutritivo. L. acidophilus, para el que la biotina no es esencial, se ve favorecido en su crecimiento por el ácido lactobacílico. Actualmente se sabe que la biotina es un componente importante de varias enzimas del metabolismo de los lípidos, como la acetil-CoA carboxilasa y la propionil-CoA carboxilasa. Se descubrió además en ese momento que varios ácidos grasos saturados tienen efectos inhibitorios sobre el crecimiento bacteriano, pero que este efecto es revertido por el ácido lactobacílico y algunos ácidos grasos insaturados. Desde entonces, varios estudios han demostrado que la síntesis de ácido lactobacílico es una ventaja para que las bacterias correspondientes se adapten a condiciones ambientales desfavorables. Ejemplos de ello son las temperaturas no óptimas o incluso extremas, la disminución del pH del medio o la entrada en la fase estacionaria de crecimiento.
La importancia de la síntesis de los ácidos grasos del ciclopropano sigue siendo objeto de investigación. Para ello, se llevó a cabo una investigación de mutantes de E. coli que carecen del gen cfa, que codifica la enzima ciclopropano ácido graso sintasa. La ausencia de la enzima no tiene ningún efecto negativo sobre el crecimiento y las bacterias no muestran diferencias fenotípicas, con la excepción de que el ácido lactobacílico u otros ácidos ciclopropanóicos no aparecen entre los ácidos grasos presentes. Se realizó un experimento similar con mutantes de Brucella abortus producidos artificialmente. Las bacterias siguen siendo capaces de multiplicarse en los macrófagos, por lo que el ácido lactobacílico no tiene ningún efecto sobre el ciclo de vida intracelular. Sin embargo, cuando las bacterias se cultivan en un medio nutritivo que tiene un pH bajo y una osmolaridad alta, se observa un menor crecimiento en comparación con las células no modificadas.
Estas condiciones pueden trasladarse a la supervivencia de Brucella abortus en el medio ambiente, donde también puede darse un entorno ácido con alta osmolaridad. Los mutantes que no forman ácido lactobacílico tienen menos posibilidades de sobrevivir allí y, en consecuencia, no pueden ser transferidos a un huésped tan fácilmente como ocurre, por ejemplo, con una infección por frotis. El estudio del promotor del gen cfa también muestra que la expresión es promovida por un pH bajo y una osmolaridad alta, es decir, la enzima CFA sintasa se forma en estas condiciones.
Desde el punto de vista del metabolismo energético, la formación del anillo de ciclopropano en el ácido lactobacilo supone un gasto energético relativamente alto para la célula. La S-adenosilmetionina, que funciona como transmisor del grupo metileno, debe entonces regenerarse de nuevo a partir de la S-adenosilhomocisteína. Esto significa la escisión hidrolítica de tres moléculas de ATP por molécula. Por lo tanto, se asumió que el anillo de ciclopropano sirve como almacén de un grupo metileno activado para permitir las posteriores reacciones de metilación. Esto se contradice con el hecho de que, al menos en E. coli, el contenido de ácido lactobacílico se mantiene constante. El momento de la biosíntesis sugiere que el ácido graso tiene un efecto protector sobre las células bacterianas en la fase estacionaria posterior. Sin embargo, a pesar de las intensas investigaciones, todavía no se ha podido aclarar en qué consiste exactamente este efecto protector.
La composición de los ácidos grasos de los fosfolípidos de la membrana celular influye en su fluidez. Un intercambio de ácido cis-vaccénico por ácido lactobacílico tiene diferentes efectos según la posición del glicerol en la que se esterifica el ácido graso en el fosfoglicérido. Dentro del rango de temperatura relevante para la mayoría de los organismos, la incorporación de un ácido graso con un anillo de ciclopropano tiende a resultar que un cambio de temperatura no tiene un efecto importante en la fluidez. Así, la biomembrana es fluida en un rango de temperatura algo más amplio. Al contrario de lo que sugeriría la estructura del ciclopropano, el ácido lactobacílico, unido a los fosfolípidos, es relativamente estable. En comparación con el ácido graso insaturado (como precursor en la biosíntesis), es incluso más estable frente a agentes oxidantes suaves, como el tratamiento con ozono (ozonólisis) o con oxígeno singlete formado fotoquímicamente. Algunos investigadores interpretan que la incorporación del ácido lactobacílico a la membrana celular no tiene un efecto significativo sobre las propiedades físicas de la membrana, pero sí altera sus propiedades químicas, lo que supone una ventaja para el organismo.
Un ejemplo de un efecto útil del ácido lactobacílico lo proporciona el Oenococcus oeni. La bacteria del ácido láctico se utiliza en la elaboración del vino para convertir el ácido málico en ácido láctico durante la fermentación maloláctica, que a su vez es convertido en etanol por las levaduras. De este modo, se reduce la acidez del vino. En el proceso, Oenococcus oeni se expone a concentraciones relativamente altas de etanol, que es producido por las levaduras durante la fermentación alcohólica. Las investigaciones de la membrana celular de la bacteria mostraron que la tasa de biosíntesis de fosfólidos se incrementa con el aumento de la concentración de etanol en el medio nutritivo circundante. Además, se forma un mayor ácido lactobacílico en los lípidos de la membrana, mientras que el contenido de ácido cis-vaccénico disminuye. Esto se interpreta como un mecanismo de protección contra los efectos tóxicos del etanol. La formación de ácido lactobacílico ayuda a la bacteria a adaptarse a las condiciones ambientales desfavorables. Se descubrió un efecto protector similar en L. delbrueckii subsp. bulgaricus. Muestra una mejor supervivencia a la liofilización cuando hay más ácido lactobacilo en la membrana celular.
El efecto probiótico del Lactobacillus reuteri se atribuye a las sustancias inmunomoduladoras que inhiben la producción de la citoquina TNF (factor de necrosis tumoral) en los seres humanos. El examen de los lípidos de la membrana de varias cepas de Lactobacillus reuteri muestra que sólo las cepas que inhiben el TNF tienen ácido lactobacílico. De nuevo, en el experimento se inactivó el gen cfa en una cepa bacteriana productora de ácido lactobacílico y se cultivaron los mutantes. El sobrenadante se probó en un cultivo celular y -en contraste con el sobrenadante del tipo salvaje - suprime la producción de TNF. Sin embargo, la adición de ácido lactobacílico como sustancia pura no conduce a la inhibición de la producción de citoquinas. Por lo tanto, el ácido graso sólo está implicado indirectamente en la actividad inmunomoduladora de L. reuteri; se menciona una alteración de la fluidez de la membrana como posible explicación.

### Clasificación e identificación de bacterias.
Con el desarrollo de métodos de análisis instrumental para el estudio de ácidos grasos, la detección de diferentes ácidos grasos en las bacterias se ha convertido en un elemento de investigación habitual desde la década de 1970. A menudo, los tipos de ácidos grasos se utilizan para la clasificación taxonómica, ya que las especies relacionadas suelen tener una composición similar de los mismos en los lípidos. Así, el patrón de distribución de los ácidos grasos puede utilizarse para distinguir las especies de Brucella y Bordetella entre sí. Los resultados de la investigación de 2013 muestran que la presencia de ácido lactobacílico en Brucella canis depende del origen geográfico de las cepas bacterianas y sugieren que sólo las cepas patógenas para el hombre contienen este ácido graso. El estudio del tipo de ácidos grasos, incluido el ácido lactobacílico y otros ácidos grasos ciclopropánicos, también es adecuado para distinguir entre las especies de Weissella u otras bacterias lácticas.

## Detección
La detección así como la determinación cuantitativa del ácido lactobacilo se realiza, como es habitual para los ácidos grasos, por cromatografía de gases del éster metílico, a menudo como cromatografía de gases en combinación con espectrometría de masas. Sin embargo, debido al anillo de ciclopropano, hay que tener cuidado de utilizar un reactivo de metilación adecuado. El cloruro de hidrógeno en metanol anhidro, por ejemplo, no es adecuado porque este reactivo puede reaccionar con el anillo de ciclopropano, en cuyo caso se forma un ácido graso de cadena ramificada con un grupo metoxilo. En cambio, el metóxido de sodio en metanol anhidro es muy adecuado, al igual que el hidróxido de sodio o el hidróxido de potasio en metanol. Se recomienda la formación del éster de 3-piridilmetilo con alcohol nicotínico (ß-piridilcarbinoll) especialmente para la elucidación estructural mediante métodos de espectrometría de masas.